# Estación de Ernest Lluch

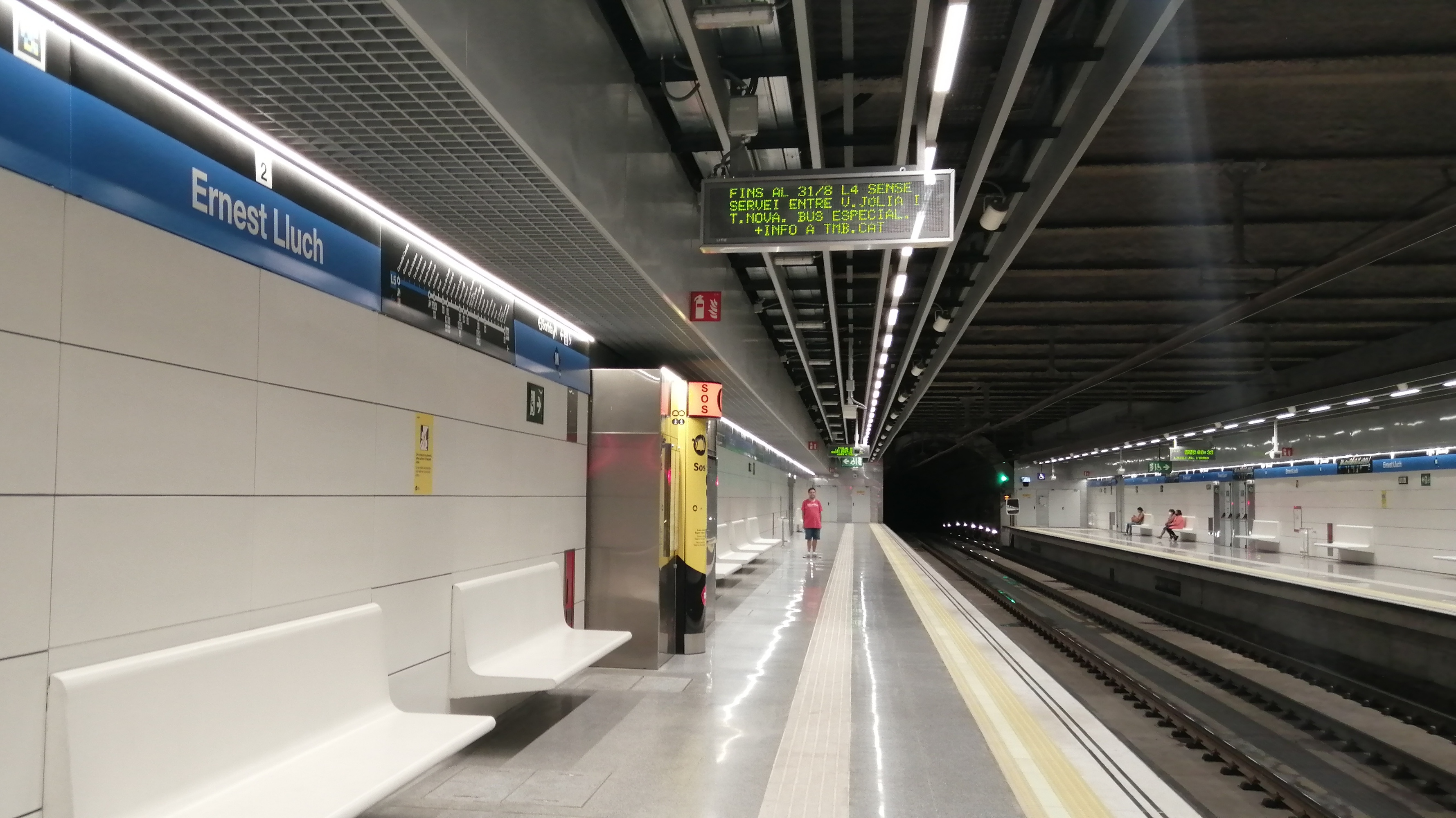
La estación de metro.

La estación de Ernest Lluch es una estación de las líneas T1, T2 y T3 del Trambaix. Es heredera de la anterior parada denominada Sant Ramon (eliminada por modificación del recorrido).   
Asimismo, también es una estación de metro de la línea 5 del metro Barcelona, inaugurada el 25 de julio de 2021. Esta estación salva los 1,2 km que separaban las estaciones de metro de Collblanc y Pubilla Cases, siendo este uno de los tramos entre estaciones entre los más largos de la red del suburbano hasta la inauguración de esta nueva estación.
| << cabecera                 | < estación    | línea | estación >       | cabecera >>    |
| --------------------------- | ------------- | ----- | ---------------- | -------------- |
| Metro                       |               |       |                  |                |
| Cornellà Centre             | Pubilla Cases |       | Collblanc        | Vall d'Hebron  |
| Trambaix                    |               |       |                  |                |
| Bon Viatge                  | Can Rigal     |       | Avinguda de Xile | Francesc Macià |
| Llevant - Les Planes        | Can Rigal     |       | Avinguda de Xile | Francesc Macià |
| Sant Feliu-Consell Comarcal | Can Rigal     |       | Avinguda de Xile | Francesc Macià |